# 大雲寺 (武威)
武威大雲寺，坐落在甘肅武威城东北角。寺內尚存古鐘樓，內懸唐代銅鐘。大雲晓鐘曾為“凉州八景”之一。
大雲寺，原名“宏藏寺”，始建於晉哀帝興寧元年（363年），為張天錫所建造。唐载初元年（689年）七月重修後改今名。歷史上寺院屡遭地震、兵燹破坏。明洪武十六年（1383年），日本僧人沙门志满曾長途跋涉来凉州朝拜大云寺，并主持募化重修。1927年4月23日，河西发生7.8级地震，大雲寺又遭嚴重破坏，寺内的古钟楼得以留存。1981年9月1日，被甘肃省人民政府重新公布为省級文物保護單位。